# John Berry (regizor)
John Berry (n. 6 septembrie 1917, The Bronx, New York – d. 29 noiembrie 1999, Paris) a fost un regizor american de film, care s-a autoexilat în Franța după ce cariera sa a fost întreruptă de așa-zisa Listă Neagră de la Hollywood.

## Biografie
John Berry s-a născut ca Jak Szold în The Bronx, New York, având tatăl de origine polonezo-evreiască, mama lui fiind româncă.
Cariera sa a început atunci când a fost angajat de Teatrul Mercury pentru o prezentare a piesei Iulius Cezar, care a fost produsă de John Houseman și regizată de Orson Welles.
În 1943, Houseman era producător de filme la Hollywood pentru Paramount Pictures și l-a angajat pe Berry pentru a regiza filmul Miss Susie Slagle în care jucau actorii Veronica Lake și Lillian Gish. Berry a rămas la Hollywood și a regizat alte filme, cele mai notabile fiind From This Day Forward cu Joan Fontaine, Cross My Heart cu Betty Hutton, musicalul Casbah cu Tony Martin și Yvonne De Carlo și He Ran All the Way (1951) cu John Garfield și Shelley Winters.
În 1951, după ce a fost acuzat de regizorul Edward Dmytryk că ar fi comunist, Berry s-a mutat în Paris împreună cu familia sa.
În Franța, Berry a fost co-regizor al filmului Atoll K (Utopia), o comedie cu Stan și Bran (ultimul film artistic al lui Stan și Bran). Totuși, fiind pe lista neagră, nu a fost menționat ca regizor, doar cel al regizorului francez Léo Joannon fiind menționat.
De-a lungul anilor 1950 a regizat două filme în care apare actorul Eddie Constantine: Ça va barder (1953) și Je suis un sentimental (1955), de asemenea a regizat Tamango (1958), un film despre o revoltă a sclavilor în care a jucat Dorothy Dandridge.

## Filmografie selectivă
- 1946 From This Day Forward
- 1946 Cross My Heart
- 1948 Casbah
- 1949 Tension
- 1950 The Hollywood Ten
- 1951 He Ran All the Way
- 1956 Don Juan
- 1974 Claudine